# 태백산맥 (영화)
《태백산맥》은 1994년 9월에 개봉된 대한민국의 영화이다. 감독은 임권택이고, 조정래의 장편소설 《태백산맥》을 원작으로 제작되었다.
한편, 박중훈이 염상구(김갑수 분) 역으로 낙점되었으나 개인사정 때문에 고사했으며 우여곡절 끝에 임권택 감독의 101번째 영화 연출작이었던 달빛 길어올리기에서 임 감독과 만날 수 있었고 최동준이 분한 심재모 역은 김영철이 물망에 올랐다.

## 줄거리
광복후 좌파와 우파간의 사상대결이 심화되는 파란의 역사속에서 1948년 10월에 남로당계 군인들이 일으킨 여순사건이 터진다. 남로당 보성군당의 리더인 염상진을 중심으로 한 좌파 인사들은 벌교를 장악하여 반동을 숙청해 나가다가 반란군의 패퇴와 함께 조계산으로 후퇴한다. 돌아온 경찰 등 우파 세력은 좌파 연루자와 가족들을 연사하고, 대동청년단 감찰부장 염상구는 형 염상진에 대한 오심으로 이 일에 앞장서 빨치산 강동식의 아내를 겁탈하는 등 못된 짓을 일삼는다. 한편 도당 직속 정하섭은 무당 소화의 집에 잠입하고 소화는 심부름을 해 주면서 둘 사이에는 신분을 초월한 사랑이 싹튼다. 순천중학교 사회교사이며 민족주의자인 김범우는 편협하고 과격하기는 마찬가지인 좌파와 우파 양쪽 모두 비판하지만 오히려 빨갱이로 몰려 고초를 겪는다.

## 원작과의 차이
원작에는 진보적 기독교인인 서민영 선생이 심재모 중위와 민중들의 수난사에 대해 이야기하지만, 영화에서는 김범우와 심중위가 같은 주제로 이야기한다. 또한 손수 차를 끓여 대접하는 장면도 원작에서는 서민영 선생이 반갑지 않은 손님인 황순직과 논쟁을 벌이는 장면직전에 나오지만, 영화에서는 김범우가 심재모와 이야기하는 장면에 나온다.

## 캐스팅

### 주요 인물
- 안성기 - 김범우 역
- 김명곤 - 염상진 역
- 김갑수 - 염상구 역
- 오정해 - 소화 역
- 신현준 - 정하섭 역
- 최동준 - 심재모 역
- 정경순 - 죽산댁(염상진의 부인) 역
- 방은진 - 외서댁(강동식의 부인) 역
- 이호재 - 전 원장 역

### 그 외
- 정진권
- 국정환 - 남인태 벌교경찰서장
- 신동호
- 박용진
- 안석환 - 토벌대장 임만수
- 윤주상 - 최익승 의원
- 권태원 - 장춘길 사찰 주임
- 김길호
- 최종원 - 문기수
- 최일순
- 이해룡
- 나갑성
- 박정규
- 오지혜
- 박승태
- 김경애
- 박현아
- 이미경
- 이인희
- 송희연
- 박홍근
- 김필국
- 임기빈
- 박길수
- 조태봉
- 이석구
- 주영선
- 양택조
- 김기종
- 하덕성
- 이도련
- 최성관
- 손전
- 유연수
- 조용태
- 안병경
- 홍원표
- 김기천
- 김재엽
- 임진택
- 이정훈
- 윤혜영
- 홍원선
- 문지현
- 주상호
- 정진완
- 오희찬
- 추봉
- 유일문
- 신동욱
- 조학자
- 김경란
- 남정희
- 정미경
- 전숙
- 안진수
- 이예민
- 김우석
- 서평석
- 유경애
- 정미자
- 최민금
- 김경호
- 이종상
- 오도영
- 윤일주
- 박부양
- 한명환
- 박용팔
- 김기범
- 박종설
- 길달호
- 홍충길
- 석인수
- 임예심
- 유명순
- 강희
- 김애라
- 최연수
- 김한준
- 양재경
- 윤동원
- 권지용
- 주선웅
- 김미림
- 임다빈
- 윤성구
- 이한갈

### 우정출연
- 이창세
- 김병재
- 배장수
- 송용덕

## 제작진
| - 감독 : 임권택 - 조감독 : 남승환 - 연출부 : 김대승, 강영훈, 강경환, 조은령 - 기록 : 권순미 - 각색 : 송능한 - 원작 : 조정래 - 기획 : 이태원 - 촬영부 : 이후곤, 강영민, 김병승, 윤상웅, 오동균 - 촬영 : 정일성 - 조명 : 이민부 - 조명부 : 민덕기, 문성종, 김양현, 조형훈, 임승환, 주강택 - 스틸 : 양기주 - 제작부 : 양성진, 조경환 - 제작부장 : 김성룡 - 제작상무 : 전융행 - 동시녹음 : 양부호 - 녹음 : 강대성 - 음악 : 김수철 - 미술 : 김유준 - 특수효과 : 이문걸, 박광남, 안정균 - 분장 : 홍동은 | - 의상 : 권유진 - 미용 : 강은자 - 소품 : 김호길, 이예호 - 편집 : 박순덕 - 네가편집 : 함성원, 이수연 - 현장의상 : 라용국 - 분장보 : 이동춘, 이주영 - 색보정 : 김승호 - 옵티컬 : 윤종두 - 미술팀 : 김계준, 김태봉, 김종철, 김종성 - 소품팀 : 송기현, 나유선, 김인종 - 광학녹음 : 김용훈 - 붐맨 : 이충환, 정광호 - 사진 : 구본창, 정광모 - 타이틀촬영 : 주광동 - 홍보 : 송혜선 - 보조출연 : ㈜MTM, ㈜베스트 - 현상 : 영화진흥공사 |

## 수상
- 1994년 제5회 춘사영화상 최우수작품상
- 1994년 제5회 춘사영화상 우수연기상 - 정경순
- 1994년 제5회 춘사영화상 신인남우상 - 김갑수
- 1994년 제5회 춘사영화상 촬영상 - 정일성
- 1994년 제5회 춘사영화상 조명상 - 이민부
- 1994년 제15회 청룡영화상 최우수작품상
- 1994년 제15회 청룡영화상 남우조연상 - 김갑수
- 1994년 제15회 청룡영화상 여우조연상 - 정경순
- 1995년 제31회 백상예술대상 영화부문 남자 최우수연기상 - 김갑수
- 1995년 제33회 대종상 남우주연상 - 김갑수
- 1995년 제33회 대종상 여우조연상 - 정경순
- 1995년 제33회 대종상 심사위원특별상
- 1995년 제33회 대종상 음악상 - 김수철